# Lê Quốc Chỉnh
Lê Quốc Chỉnh (sinh năm 1968) là một chính khách Việt Nam. Ông từng là Chánh thanh tra tỉnh, Chủ tịch Ủy ban nhân dân thành phố Nam Định, hiện là Phó Bí thư Thường trực Tỉnh ủy, Chủ tịch Hội đồng nhân dân tỉnh Nam Định, và là Trưởng đoàn đại biểu quốc hội tỉnh Nam Định , nước Cộng hòa Xã hội chủ nghĩa Việt Nam khóa XV (2021 - 2026).

## Lý lịch và học vấn
Ông Lê Quốc Chỉnh sinh ngày 01 tháng 12 năm 1968, quê quán tại xã Trực Nội, huyện Trực Ninh, tỉnh Nam Định;
Trình độ: Cử nhân Luật kinh tế.
Ông được kết nạp vào Đảng Cộng sản Việt Nam ngày 16 tháng 9 năm 1995, chính thức ngày 16 tháng 9 năm 1996. Sự nghiệp chính trị của ông thăng tiến từ vị trí Cán bộ của Thanh tra tỉnh, lên dần đến vị trí Chánh thanh tra tỉnh Nam Định (2015).

## Sự nghiệp
Ông Lê Quốc Chỉnh từng giữ các chức vụ: Phó chánh thanh tra tỉnh Nam Định; Chánh thanh tra tỉnh Nam Định; Chủ tịch UBND thành phố Nam Định, Bí thư Huyện ủy huyện Nam Trực, tỉnh Nam Định; Ủy viên Ban Thường vụ Tỉnh ủy, trưởng ban Nội chính tỉnh Nam Định.
- Từ tháng 6-2008 đến tháng 9-2015: Phó Chánh Thanh tra tỉnh Nam Định.
- Từ tháng 9-2015 đến 14-12-2015: Ủy viên BCH Đảng bộ tỉnh, Phó Chánh Thanh tra tỉnh Nam Định.
- Từ 15-12-2015 đến 6-7-2016: Ủy viên BCH Đảng bộ tỉnh, Chánh Thanh tra tỉnh Nam Định.
- Từ ngày 7-7-2016 đến tháng 10-2018: Ủy viên BCH Đảng bộ tỉnh, Phó Bí thư Thành ủy, Chủ tịch UBND thành phố Nam Định.
- Từ tháng 11-2018 đến 25-7-2019: Ủy viên BCH Đảng bộ tỉnh, Bí thư Huyện ủy Nam Trực.
- Từ ngày 26-7-2019 đến ngày 13-10-2019: Ủy viên BCH Đảng bộ tỉnh, Trưởng Ban Nội chính Tỉnh ủy Nam Định.
- Từ ngày 14-10-2019 đến ngày 25-9-2020: Ủy viên Ban Thường vụ Tỉnh ủy, Trưởng Ban Nội chính Tỉnh ủy Nam Định.
Chiều ngày 24 tháng 9 năm 2020, tại Đại hội đại biểu Đảng bộ tỉnh Nam Định lần thứ XX, đồng chí Lê Quốc Chỉnh được bầu tái cử vào BCH Đảng bộ tỉnh, Ban Thường vụ Tỉnh ủy, giữ chức Phó Bí thư Tỉnh ủy Nam Định.
Ngày 1 tháng 12 năm 2020, Ban TVTU đã tổ chức Hội nghị BCH Đảng bộ tỉnh lần thứ 4 (khóa XX) và Hội nghị cán bộ chủ chốt của tỉnh để thống nhất giới thiệu đồng chí Lê Quốc Chỉnh, Phó Bí thư Thường trực Tỉnh ủy nhiệm kỳ 2020-2025 để bầu giữ chức Chủ tịch HĐND tỉnh, nhiệm kỳ 2016-2021.
Chiều 8/12, tại phiên bế mạc kỳ họp thứ 16, khóa XVIII, nhiệm kỳ 2016 - 2021, HĐND tỉnh Nam Định đã bầu ông Lê Quốc Chỉnh, Phó Bí thư Thường trực Tỉnh ủy Nam Định giữ chức Chủ tịch HĐND tỉnh Nam Định thay ông Trần Văn Chung nghỉ chế độ 
Ngày 11/6/2021, ông có tên trong danh sách chính thức những người trúng cử đại biểu Quốc hội nước Cộng hòa Xã hội chủ nghĩa Việt Nam khóa XV tại tỉnh Nam Định và ngày 21/7/2021, Đảng đoàn Quốc hội, Uỷ ban Thường vụ Quốc hội nhà nước Việt Nam tổ chức Lễ công bố và trao quyết định, nghị quyết của Đảng Đoàn Quốc hội và Uỷ ban Thường vụ Quốc hội chỉ định ông làm trưởng đoàn đại biểu Quốc hội, Tổ trưởng Tổ Đảng đoàn quốc hội tỉnh Nam Định.

## Khen thưởng
Huân chương Lao động hạng Ba.